# 萊克鎮區 (明尼蘇達州瓦巴沙縣)
萊克鎮區（英語：Lake Township）是位於美國明尼蘇達州瓦巴沙縣的一個行政鎮區。

## 歷史
萊克鎮區於1858年成立，原名萊克城鎮區（Lake City Township），1872年改為現稱。

## 地方資料
萊克鎮區的面積為76.24平方千米，當中陸地面積為63.73平方千米，而水域面積為12.51平方千米。根據2020年美國人口普查的數據，當地共有人口431人，而人口密度為每平方千米5.65人。